# Art Marcum và Matt Holloway
Art Marcum và Matt Holloway là bộ đôi biên kịch người Mỹ nổi tiếng khi viết kịch bản cho hai phim là Người Sắt và Punisher: War Zone.

## Sự nghiệp
Năm 2008, Marcum và Holloway đã viết kịch bản cho phim siêu anh hùng của Marvel Studios là Người Sắt, do Jon Favreau đạo diễn và do hãng Paramount Pictures phát hành vào ngày 2 tháng 5 năm 2009. Bộ đôi còn đồng viết kịch bản cho phim hành động Punisher: War Zone, do Lexi Alexander đạo diễn và do Lionsgate vào ngày 5 tháng 12 năm 2008. Hãng Paramount còn thuê họ đồng viết một kịch bản phim với John Fusco cho Ninja Rùa (2014), nhưng hãng sản xuất Paramount cuối cùng không sử dụng kịch bản đó.

## Danh sách phim
- Shadow of Fear (2004)
- Người Sắt (2008)
- Punisher: War Zone (2008)
- Transformers: Chiến binh cuối cùng (2017)
- MIB (2019)